# Cephalogonalia blancasi
Cephalogonalia blancasi är en insektsart som beskrevs av Lozada [in Lozada och Et Leon 1996. Cephalogonalia blancasi ingår i släktet Cephalogonalia och familjen dvärgstritar. Inga underarter finns listade i Catalogue of Life.